# مارماهی دم‌کوتاه هندوآرام
مارماهی دم‌کوتاه هندوآرام (نام علمی: Coloconger scholesi) نام یک گونه از سرده مارماهی‌های کرمی است.